# Falešná hra s králíkem Rogerem
Falešná hra s králíkem Rogerem, anglicky Who Framed Roger Rabbit, je americká filmová krimikomedie z roku 1988 režiséra Roberta Zemeckise a producenta Stevenena Spielberga s Bobem Hoskinsem v hlavní roli. Film byl natočen na podkladě knižní předlohy – románu Garyho K. Wolfa Who Censored Roger Rabbit?.
Jde o unikátní kombinovaný film společnosti Disney, ve kterém je přibližně stejnou měrou obsažen klasický hraný film společně s kresleným filmem. Ve filmu kromě živých herců (lidí) vystupuje hned celá plejáda animovaných kreslených postaviček dobře známých z předchozích filmů společnosti Walta Disneye (od 40. let 20. století). Všechny kreslené postavy filmu zde žijí ve fiktivním kresleném městě (světě) zvaném Toontown (česky uváděno jako Kreslounov), kromě toho ale žijí, stejně tak jako lidé, i svým osobním životem a často se vydávají na výlety do reálného světa lidí, zejména do prostředí filmových ateliérů a studií.

## Děj
Děj filmu je postaven na příběhu, kdy životem unavený soukromý detektiv Eddie Valiant (Bob Hoskins) pátrá po soukromém životě animovaných filmových postav, filmové hvězdy králíka Rogera a jeho ženy, barové zpěvačky a to jak v reálném světě tak ve fiktivním kresleném světě, v Kreslounově. Zažije při tom mnoho humorných i velmi dramatických situací, kdy je králík Roger obviněn z vraždy kreslounovského podnikatele Marvina Acmeho, kterou ovšem nespáchal, a navíc musí čelit útoku sadisticky založeného soudce Dooma (Christopher Lloyd), který chce zničit nejen všechny kreslené postavičky, ale i kompletně celý Kreslounov.

## Obsazení

### Živí herci (lidé)
- Bob Hoskins – Eddie Valiant
- Charles Fleischer – Roger Rabbit / Benny The Cab / Greasy / Psycho (hlas)
- Joanna Cassidy – Dolores
- Christopher Lloyd – Judge Doom
- Stubby Kaye – Marvin Acme
- Alan Tilvern – R. K. Maroon
- Richard LeParmentier – Lt. Santino (as Richard Le Parmentier)
- Lou Hirsch – Baby Herman (hlas)
- Betsy Brantley – Jessica's Performance Model
- Joel Silver – Raoul
- Paul Springer – Augie
- Richard Ridings – Angelo
- Edwin Craig – Arthritic Cowboy
- Lindsay Holiday – Soldier
- Mike Edmonds – Stretch
- Morgan Deare – Editor / Gorilla
- Danny Capri – Kid #1
- Christopher Hollosy – Kid #2
- John-Paul Sipla – Kid #3
- Laura Frances – Blonde Starlet
- Joel Cutrara – Forensic #1
- Billy J. Mitchell – Forensic #2
- Eric B. Sindon – Mailman
- Ed Herlihy – Newscaster
- James O'Connell – Conductor
- Eugene Guirterrez – Teddy Valiant
- April Winchell – Mrs. Herman (hlas)
- Mae Questel – Betty Boop (hlas)
- Mel Blanc – Daffy Duck / Tweety Bird / Bugs Bunny / Sylvester / Porky Pig (hlas)
- Tony Anselmo – Donald Duck (hlas)
- Mary T. Radford – Hippo (hlas)
- Joe Alaskey – Yosemite Sam / Foghorn Leghorn (hlas)
- David L. Lander – Smart Ass (hlas) (jako David Lander)
- Fred Newman – Stupid (hlas)
- June Foray – Wheezy / Lena Hyena (hlas)
- Russi Taylorová – Birds / Minnie Mouse (hlas)
- Les Perkins – Toad (hlas)
- Richard Williams – Droopy (hlas)
- Wayne Allwine – Mickey Mouse (hlas)
- Pat Buttram – Bullet #1 (hlas)
- Jim Cummings – Bullet #2 (hlas)
- Jim Gallant – Bullet #3 (hlas)
- Frank Sinatra – Singing Sword (hlas) (zvuk z archivu)
- Tony Pope – Goofy / Wolf (hlas)
- Peter Westy – Pinocchio (hlas)
- Cherry Davis – Woody Woodpecker (hlas)
- Jack Angel – Additional Voices (hlas) (neuvedený)
- Jeffrey Arbaugh – Mime (neuvedený)
- Nancy Cartwright – Dipped Shoe (hlas) (neuvedený)
- Sadie Corre – Ink and Paint Club Patron (neuvedený)
- Christine Hewett – Ink and Paint Club Patron (neuvedený)
- Kit Hillier – Ink and Paint Club Patron (neuvedený)
- Derek Lyons – Drunk in Bar (neuvedený)
- Philip O'Brien – Earl (zákazník baru) (neuvedený)
- Ken Ralston – Judge Doom when he runs away in Toontown (neuvedený)
- Kathleen Turner – Jessica Rabbit (hlas) (neuvedený)
- Frank Welker – Dumbo / others (hlas) (neuvedený)

### Kreslené postavičky
Ve filmu se objevila v mnoha epizodních roličkách převážná část všech známých a populárních postaviček známých z předchozích filmů studia Disney, které se na filmových plátnech začaly objevovat v 2. polovině 30. let 20. století, v tomto smyslu může být dílo považováno i za jistou formu retrospektivy a propagace dřívější tvorby tohoto studia.

## Ocenění
Snímek získal cenu Americké akademie filmových umění a věd Oscar za vizuální efekty, střih a střih zvukových efektů. Kromě toho také obdržel také zvláštní cenu Akademie za průkopnické spojení běžného hraného filmu (navíc v lehkém retro noir hávu) a disneyovského animovaného filmu (poznámka: tento princip byl v menší míře použit i ve snímku Mary Poppins a to již v roce 1964).